# Cegelnica
Cegelnica (IPA: [ˈtʃeːɡəu̯nitsa], in tedesco Zegounza) è un insediamento (naselje) di 305 abitanti, della municipalità di Naklo nella regione statistica dell'Alta Carniola in Slovenia.